# Барсагельмес (месторождение)
Барсагельмес — нефтегазовое месторождение в Туркменистане. Расположено в Балканской области, в юго-западной части страны, на юго-западе от города Балканабад. Открыто в 1962 году.
Относится к Западно-Туркменской нефтегазоносной области.
Нефтеносность связана с отложениям плиоценового возраста. Залежи на глубине 0,2-1,2 км. Начальные запасы нефти составляет 150 млн тонн.
Оператором месторождения является туркменская нефтяная компания Туркменнефть.